# Calophlebia karschi
Calophlebia karschi – gatunek ważki z rodziny ważkowatych (Libellulidae); jedyny przedstawiciel rodzaju Calophlebia. Endemit Madagaskaru.